# Embravant
EMBRAVANT - Empresa Brasileira de Veículos Aéreos Não Tripulados  desenvolve e produz veículos aéreos não-tripulados (VANT– abreviação em portugês) para aplicações civis/militares.
Seu primeiro projeto – batizado Gralha Azul - é uma aeronave de mais de 4 metros de envergadura, com capacidade de transportar uma carga de até 40 quilos. Os dois primeiros protótipos do Gralha Azul realizaram vários ensaios em voo operando com rádio controle.
O terceiro protótipo, além de ser mais moderno, conta com sistema de rádio controle, objetiva ensaios em solo e voo, com um sistema de navegação e controle autônomo e um sistema de monitoração remota através de uma estação móvel de solo.